# Motorium Saroléa

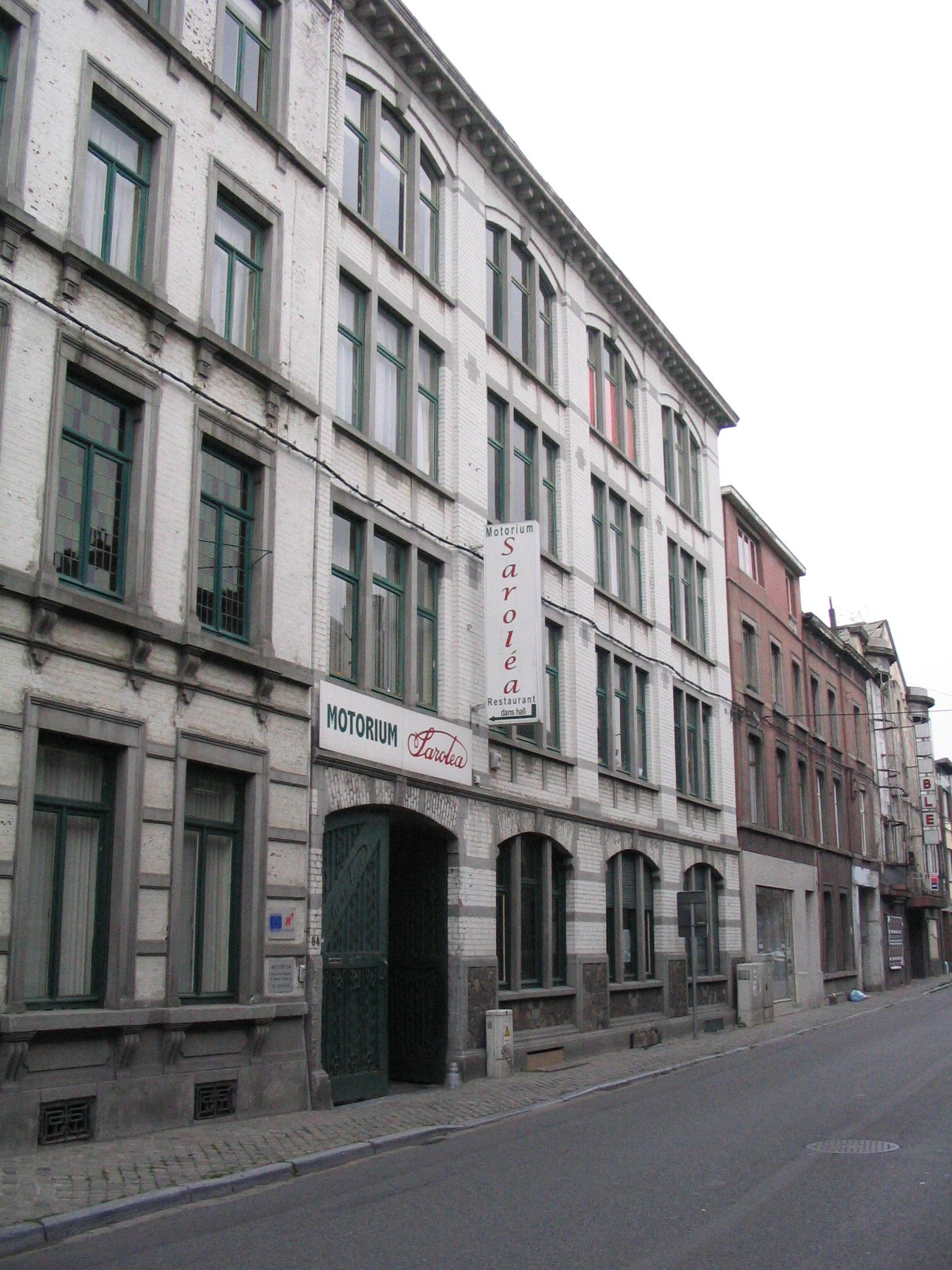
Het voormalige fabrieksgebouw - thans museum - in Herstal

Het Motorium Saroléa is een museum te Herstal in de Belgische provincie Luik. Het museum is gelegen aan de Rue Saint-Lambert.
Het museum werd in 1998 geopend in een oud fabrieksgebouw dat aan Saroléa heeft toebehoord.
Dit museum gaat in op de industriële geschiedenis van Herstal en in het bijzonder op die van de wapen- en motorfietsenfabrieken Saroléa van 1830 tot heden. Naast de historische motorfietsen zijn er voorwerpen die betrekking hebben op de arbeidsomstandigheden, de gereedschappen van de smeden en de wapenmakers, en de belle époque.